# Leal (Dakota del Norte)
Leal es una ciudad ubicada en el condado de Barnes en el estado estadounidense de Dakota del Norte. En el censo de 2010 tenía una población de 20 habitantes y una densidad poblacional de 55,96 personas por km².

## Geografía
Leal se encuentra ubicada en las coordenadas 47°6′18″N 98°18′55″O / 47.10500, -98.31528. Según la Oficina del Censo de los Estados Unidos, Leal tiene una superficie total de 0.36 km², de la cual 0.36 km² corresponden a tierra firme y (0%) 0 km² es agua.

## Demografía
Según el censo de 2010, había 20 personas residiendo en Leal. La densidad de población era de 55,96 hab./km². De los 20 habitantes, Leal estaba compuesto por el 95% blancos, el 0% eran afroamericanos, el 0% eran amerindios, el 0% eran asiáticos, el 0% eran isleños del Pacífico, el 0% eran de otras razas y el 5% pertenecían a dos o más razas. Del total de la población el 0% eran hispanos o latinos de cualquier raza.